# Nicolas Hague
Nicolas Hague (né le 5 décembre 1998 à Kitchener, dans la province de l'Ontario au Canada) est un joueur professionnel canadien de hockey sur glace. Il évolue au poste de défenseur.

## Biographie

### Carrière en club
Il est repêché en 2e ronde, 34e au total, par les Golden Knights de Vegas au repêchage d'entrée dans la LNH 2017. Le 29 septembre 2017, il signe son contrat d'entrée de 3 ans avec les Golden Knights et prend part au camp d'entraînement de l'équipe. À la fin du camp, il est cédé à sa formation junior, les Steelheads de Mississauga, pour la saison 2017-2018. Au terme de la campagne, il est le meneur chez les pointeurs des Steelheads et établit un record d'équipe pour le nombre de points récoltés en 1 saison par un défenseur avec 78 points. Ces performances lui valent de remporter le Trophée Max Kaminsky, remis au défenseur de l'année dans la LHO. Le 8 avril 2018, après l'élimination de Mississauga en séries éliminatoires, il rejoint les Wolves de Chicago, club-école de Vegas dans la LAH et fait ses débuts chez les professionnels.
Le 21 janvier 2020, à sa première saison avec les Golden Knights, il marque son premier but dans la LNH face aux Bruins de Boston.

## Statistique

### En club
| Saison     | Équipe                    | Ligue      |     | Saison régulière | Saison régulière | Saison régulière | Saison régulière | Saison régulière |   | Séries éliminatoires | Séries éliminatoires | Séries éliminatoires | Séries éliminatoires | Séries éliminatoires |
| Saison     | Équipe                    | Ligue      | PJ  | B                | A                | Pts              | Pun              | PJ               | B | A                    | Pts                  | Pun                  |                      |                      |
| 2014-2015  | Dutchmen de Kitchener     | GOJHL      | 43  | 3                | 8                | 11               | 70               | 10               | 3 | 9                    | 12                   | 20                   |                      |                      |
| 2015-2016  | Steelheads de Mississauga | LHO        | 66  | 14               | 10               | 24               | 84               | 7                | 0 | 2                    | 2                    | 13                   |                      |                      |
| 2016-2017  | Steelheads de Mississauga | LHO        | 65  | 18               | 28               | 46               | 107              | 18               | 1 | 11                   | 12                   | 19                   |                      |                      |
| 2017-2018  | Steelheads de Mississauga | LHO        | 67  | 35               | 43               | 78               | 105              | 6                | 0 | 4                    | 4                    | 12                   |                      |                      |
| 2017-2018  | Wolves de Chicago         | LAH        | 5   | 0                | 1                | 1                | 7                | 3                | 0 | 0                    | 0                    | 4                    |                      |                      |
| 2018-2019  | Wolves de Chicago         | LAH        | 75  | 13               | 19               | 32               | 38               | 22               | 4 | 7                    | 11                   | 31                   |                      |                      |
| 2019-2020  | Golden Knights de Vegas   | LNH        | 38  | 1                | 10               | 11               | 32               | -                | - | -                    | -                    | -                    |                      |                      |
| 2019-2020  | Wolves de Chicago         | LAH        | 21  | 1                | 9                | 10               | 12               | -                | - | -                    | -                    | -                    |                      |                      |
| 2020-2021  | Golden Knights de Vegas   | LNH        | 52  | 5                | 12               | 17               | 31               | 10               | 1 | 1                    | 2                    | 6                    |                      |                      |
| 2021-2022  | Golden Knights de Vegas   | LNH        | 52  | 4                | 10               | 14               | 38               | -                | - | -                    | -                    | -                    |                      |                      |
| 2022-2023  | Golden Knights de Vegas   | LNH        | 81  | 3                | 14               | 17               | 51               | 22               | 2 | 4                    | 6                    | 37                   |                      |                      |
| 2023-2024  | Golden Knights de Vegas   | LNH        | 73  | 2                | 10               | 12               | 43               | 1                | 0 | 0                    | 0                    | 0                    |                      |                      |
| Totaux LNH | Totaux LNH                | Totaux LNH | 296 | 15               | 56               | 71               | 195              | 33               | 3 | 5                    | 8                    | 43                   |                      |                      |

### En équipe nationale
| Année | Compétition                  |   | PJ | B | A | Pts | Pun      |  | Résultat |
| 2014  | Défi mondial des -17 ans     | 5 | 2  | 0 | 2 | 4   | 5e place |  |          |
| 2016  | Championnat du monde -18 ans | 7 | 0  | 2 | 2 | 4   | 4e place |  |          |

## Trophées et honneurs personnels

### LHO
- 2017-2018 : récipiendaire du trophée Max-Kaminsky

### LNH
- 2022-2023 : champion de la coupe Stanley avec les Golden Knights de Vegas